# إميلي هندرسون
إميلي هندرسون (بالإنجليزية: Emily Henderson)‏ (12 مارس 1997 بأستراليا - ) هي لاعبة كرة قدم أسترالية في مركز الوسط. لعبت مع برث غلوري إف سي.

## وصلات خارجية
- إميلي هندرسون على موقع قاعدة بيانات كرة القدم.إي يو (الإنجليزية)
- إميلي هندرسون على موقع Soccerway.com (الإنجليزية)